# Michelle Griglione
Michelle Griglione (1969) es una deportista estadounidense que compitió en natación.
Ganó una medalla de plata en el Campeonato Mundial de Natación de 1986 y cuatro medallas en el Campeonato Pan-Pacífico de Natación, en los años 1985 y 1989.

## Palmarés internacional
| Campeonato Mundial      | Campeonato Mundial | Campeonato Mundial | Campeonato Mundial |
| Año                     | Lugar              | Medalla            | Prueba             |
| ----------------------- | ------------------ | ------------------ | ------------------ |
| 1986                    | Madrid (España)    | Medalla de plata   | 400 m estilos      |
| Campeonato Pan-Pacífico |                    |                    |                    |
| Año                     | Lugar              | Medalla            | Prueba             |
| 1985                    | Tokio (Japón)      | Medalla de oro     | 200 m estilos      |
| 1985                    | Tokio (Japón)      | Medalla de oro     | 4 × 100 m libre    |
| 1985                    | Tokio (Japón)      | Medalla de plata   | 400 m estilos      |
| 1989                    | Tokio (Japón)      | Medalla de bronce  | 200 m estilos      |